# MASH (信号変換)
MASH（Multi - stAge Noise SHaping、マッシュ）は、1980年代後半に松下電器産業（現・パナソニックホールディングス）と日本電信電話（現・NTT）が共同で開発したΔΣ変調のデジタル-アナログ変換回路（D/Aコンバータ）またはアナログ-デジタル変換回路（A/Dコンバータ）の一方式。
世間一般にはCDプレーヤーに用いられる、いわゆる「1bitD/Aコンバータ」として知られる。
1次または2次といった低次のΔΣ変調器を多段に接続することにより、等価的に次数の高い安定した伝達関数が得られる。シングルループ（1段）のデルタシグマ変調器には無い欠点として、電子回路であるA/Dコンバータに用いる場合、設計時のアナログループフィルタの伝達関数と、実装時の回路素子の特性のバラつき等が原因で生じる各段のデジタルフィルタの伝達関数のミスマッチによりSN比が悪化する可能性があることが挙げられる。